# State of Emergency
State of Emergency — компьютерная игра в жанре beat ’em up, разработанная компанией VIS Entertainment и изданная Rockstar Games для PlayStation 2 и Xbox, а также Global Star Software для Windows.

## Сюжет
В 2023 году правительство Соединённых Штатов было ослаблено экономическим кризисом. Американская торговая организация, обычно упоминаемая как «корпорация», воспользовалась моментом, чтобы создать частную военную компанию и свергнуть правительство. Это привело к созданию корпоративизированного тоталитарного полицейского государства.
Годы спустя, в 2035 году, подпольное сопротивление «Свобода» начало восстание. Корпорация объявила чрезвычайное положение. Действие игры происходит в столице; игрок присоединяется к сопротивлению и борется против корпорации.

## Оценки
| Сводный рейтинг         | Сводный рейтинг | Сводный рейтинг | Сводный рейтинг |
| Издание                 | Оценка          | Оценка          | Оценка          |
| Издание                 | PC              | PS2             | Xbox            |
| ----------------------- | --------------- | --------------- | --------------- |
| GameRankings            | N/A             | 70,44 %         | 64,54 %         |
| Metacritic              | 65/100          | 71/100          | 67/100          |
| Иноязычные издания      |                 |                 |                 |
| Издание                 | Оценка          | Оценка          | Оценка          |
| Издание                 | PC              | PS2             | Xbox            |
| AllGame                 | N/A             | [ 6 ]           | [ 7 ]           |
| Edge                    | N/A             | 4/10            | N/A             |
| EGM                     | N/A             | 6,33/10         | 6,33/10         |
| Eurogamer               | N/A             | 4/10            | N/A             |
| Game Informer           | N/A             | 8/10            | 7/10            |
| GamePro                 | N/A             | [ 14 ]          | [ 15 ]          |
| GameRevolution          | N/A             | C−              | N/A             |
| GameSpot                | 7,2/10          | 8,5/10          | 7,8/10          |
| GameSpy                 | N/A             | 70 %            | [ 21 ]          |
| GameZone                | 6,8/10          | 8,3/10          | 8/10            |
| IGN                     | 6,6/10          | 8,3/10          | 6,6/10          |
| OPM                     | N/A             | [ 28 ]          | N/A             |
| OXM                     | N/A             | N/A             | 6,5/10          |
| PC Gamer (US)           | 43 %            | N/A             | N/A             |
| The Cincinnati Enquirer | N/A             | [ 31 ]          | N/A             |
| Entertainment Weekly    | N/A             | C               | N/A             |

Игра получила «смешанные» отзывы.

## Сиквел
Продолжение, State of Emergency 2, было выпущено в 2006 году. Игру также разрабатывала VIS Entertainment, однако по ходу разработки она разорилась и разработка была передана DC Studios. Издателем выступила компания SouthPeak Games.